# Carl Henning
Carl Henning, född den 11 februari 1880 i Malmö, död den 5 januari 1965, var verksam i Västerås som tjänsteman vid järnvägen (Stockholm-Westerås-Bergslagens Järnvägar, SWB) och som kommunal förtroendeman i Västerås kommun under 1900-talets första hälft.

## Järnvägstjänstemannen
År 1897, efter avslutad utbildning, fick Carl Henning anställning vid en ingenjörsfirma i Malmö som sysslade med planering av järnvägar i Skåne och Småland. Huvudsakliga arbetsuppgifter för honom var utstakning av järnvägslinjer, först som assistent och senare som ansvarig. År 1899 fick Carl Henning anställning vid järnvägsbygget Linköping-Vimmerby. Efter ett år som biträdande stadsingenjör i Kalmar kom han till Västerås och anställdes 1903 som underingenjör vid Stockholm-Westerås-Bergslagens järnvägar (SWB). År 1932 blev han chef för banavdelningen och utnämndes 1936 till överingenjör. Han var huvudansvarig för planering och uppförande av de omfattande järnvägsverkstäderna i Tillberga. Carl Henning avgick med pension 1945 strax efter det att SWB blivit förstatligat.

## Kommunalmannen
Efter bara några år i Västerås blev Carl Henning engagerad som byggkontrollant för kommunala byggen, bl.a. stadshuset vid torget (nuvarande Stadshotellet i Västerås). År 1910 fick han sitt första kommunala uppdrag som suppleant i såväl byggnadsnämnden som i Vatten- och Gasverksstyrelsen. Ordinarie ledamot blev han tre år senare. I båda dessa styrelser verkade han i många år, t.o.m. 1938 respektive 1941. Han var vice ordförande i byggnadsnämnden 1919–1926 och 1933–1938 samt dess ordförande 1926–1933. Han var också ledamot i löne- och avtalsnämnden samt stadsplanekommittén. Han hade sitt största engagemang i Vatten- och Gasverksstyrelsen som under hans ledning omformades till Tekniska Verken, det som nu är Mälarenergi. Under hans ledarskap byggdes nytt gasverk, nytt vattenverk, nytt vattentorn på Djäkneberget, nytt reningsverk samt omläggning av elnätet från likström till växelström.
Carl Henning var politiskt aktiv som frisinnad, d.v.s. liberal, och satt i fullmäktige 1931–1947 där han främst kom att driva stadsplanefrågor.

## Arkitekten
Carl Henning var utbildad ritare men också mycket intresserad av arkitektur. Han ritade sina hus på Blåsbo och på Kyrkbacken i Västerås och anlitades även av flera privatpersoner. Till Västeråsutställningen 1908 hade han ritat ett typhus som skulle vara billigt och effektivt för en arbetarfamilj. Samma år ritade han ett större enfamiljshus i nationalromantisk stil på Stallhagen. I sina roller på SWB och i kommunen ritade han ett stort antal byggnader t. ex. Tillberga järnvägsverkstäder, gasverket i Kungsängen och köttbesiktningsanläggningen på Mimerområdet. När Böseberg i Tillberga skulle bebyggas med egna hem ritade han ett antal typhus som blev vanliga på området. Han ritade också ett skolhus i Tillberga som nu är rivet.

## Fotografen
Carl Henning var mycket intresserad av fotografering. Han var tidig med att fotografera i färg med diabildstekniken. Under åren 1940–1945 dokumenterade han Västerås. Närmare 400 bilder finns i Västerås stadsarkiv och är tillgängliga på Digitalt Museum.

## Konstnären
Carl Henning dokumenterade byggnader och miljöer med teckningar och akvareller. På eget förlag utgav han 1959 en bok med 20 pennteckningar från Kyrkbacken i Västerås.
Efter pensionen införskaffade han en vävstol som han använde för vävning av egendesignade röllakansmattor. Bl.a. vävde han en kormatta till sin barndomskyrka i Hjärsås.

## Familjen
Carl Hennings mor dog när han var liten och han kom han att uppfostras av sina morföräldrar i Hjärsås utanför Knislinge i norra Skåne. Efter folkskoletiden flyttade han till sin far i Malmö där han som 17-åring tog ingenjörsexamen vid Tekniska elementarskolan i Malmö. I Linköping träffade han år 1900 Signe Hedin (1882–1952). De gifte sig 1908 och bosatte sig i Västerås. De fick barnen Bo (1909–1998), Nilla (1910–1984), Sone (1915–1923) och Lars (1917–2009). Sedan 1925 var Carl Henning bosatt på Blåsbogatan där han var drivande i frågan om Kyrkbackens framtid som kulturreservat. Han är begraven i familjegraven på Östra kyrkogården i Västerås.

## Carl Hennings gata
Carl Hennings insatser i Västerås har uppmärksammats genom att han har fått en gata uppkallad efter sig. När Sturegatan 1969 blev tudelad, i samband med byggandet av varuhuset Punkt, behövdes ett nytt namn för den södra delen. Emedan Tekniska Verken då hade adress på denna gata var det logiskt att benämna den Carl Hennings gata. Senare har gatan förlängts utefter Vasaparken med en kort sträcka av den tidigare Trädgårdsgatan.  